# رودولف گیورگ بیندین
رودولف گیورگ بیندین (آلمانی: Rudolf G. Binding; ۱۳ اوت ۱۸۶۷ – ۴ اوت ۱۹۳۸) شاعر و نویسنده اهل آلمان بود.
از افتخارات وی میتوان به کسب مدال نقره اشعار غنایی در بخش مسابقات هنری بازی‌های المپیک تابستانی ۱۹۲۸ اشاره کرد.